# 북중부 지방 (베트남)

북중부 지방의 위치

북중부 지방(北中部, 베트남어: Bắc Trung Bộ 박쭝보[*])은 베트남 하위 행정 분류 중의 하나이다. 꽝찌성과 투아티엔후에성은 1975년까지 남베트남 최북단의 성이었다.

## 북중부 지방
2019년 4월 1일을 기준으로 한 인구 통계는 다음과 같다.
| 명칭              | 현지어         | 성도       | 인구      | 면적         |
| ----------------- | -------------- | ---------- | --------- | ------------ |
| 하띤성            | Hà Tĩnh        | 하띤       | 1,288,866 | 5,990.7 km2  |
| 응에안성          | Nghệ An        | 빈         | 3,327,791 | 16,493.7 km2 |
| 꽝빈성            | Quảng Bình     | 동허이     | 895,430   | 8,065.3 km2  |
| 꽝찌성            | Quảng Trị      | 동하       | 632,375   | 4,739.8 km2  |
| 타인호아 성       | Thanh Hóa      | 타인호아   | 3,640,128 | 11,114.7km2  |
| 후에 (중앙직할시) | Thừa Thiên-Huế | 투언호아군 | 1,128,620 | 5,048.2 km2  |

## 같이 보기
- 베트남의 행정 구역
- 베트남 북부 지방